# Bowden, Alberta
Bowden är en ort i Kanada.   Den ligger i provinsen Alberta, i den centrala delen av landet, 2 900 km väster om huvudstaden Ottawa. Bowden ligger 981 meter över havet och antalet invånare är 1 241.
Terrängen runt Bowden är platt. Närmaste större samhälle är Innisfail, 13,5 km norr om Bowden.
Trakten runt Bowden består till största delen av jordbruksmark. Runt Bowden är det mycket glesbefolkat, med 3 invånare per kvadratkilometer.